# 柳来琬
柳 来琬（リュ・レワン、朝鮮語: 류래완/柳來琬、1888年5月12日 - 1956年9月12日）は、日本統治時代の朝鮮および大韓民国の教員、政治家。制憲韓国国会議員。
本貫は晋州柳氏、号は怡雲（イウン、이운）。ユ・レワン（漢字同、유래완）という表記も見られる。

## 経歴
京畿道楊平郡出身。神戸市立湊川商工実業学校商業科卒、早稲田大学修了。大韓独立普成団組織団長を務めたが、三・一運動の普成団事件で1年間投獄された。その後は私立養成女学校教員、楊平郡楊西学堂教員、楊平公立普通学校学務委員、楊平郡食糧事務嘱託、楊平面内務主任、楊平面協議会員を歴任した。解放後は初代楊平面長、韓国民主党楊平郡支部支部長、南朝鮮過度立法議院代議員、制憲国会議員、社団法人楊平郡畜産協会会長を歴任した。